# Georg Wolfer

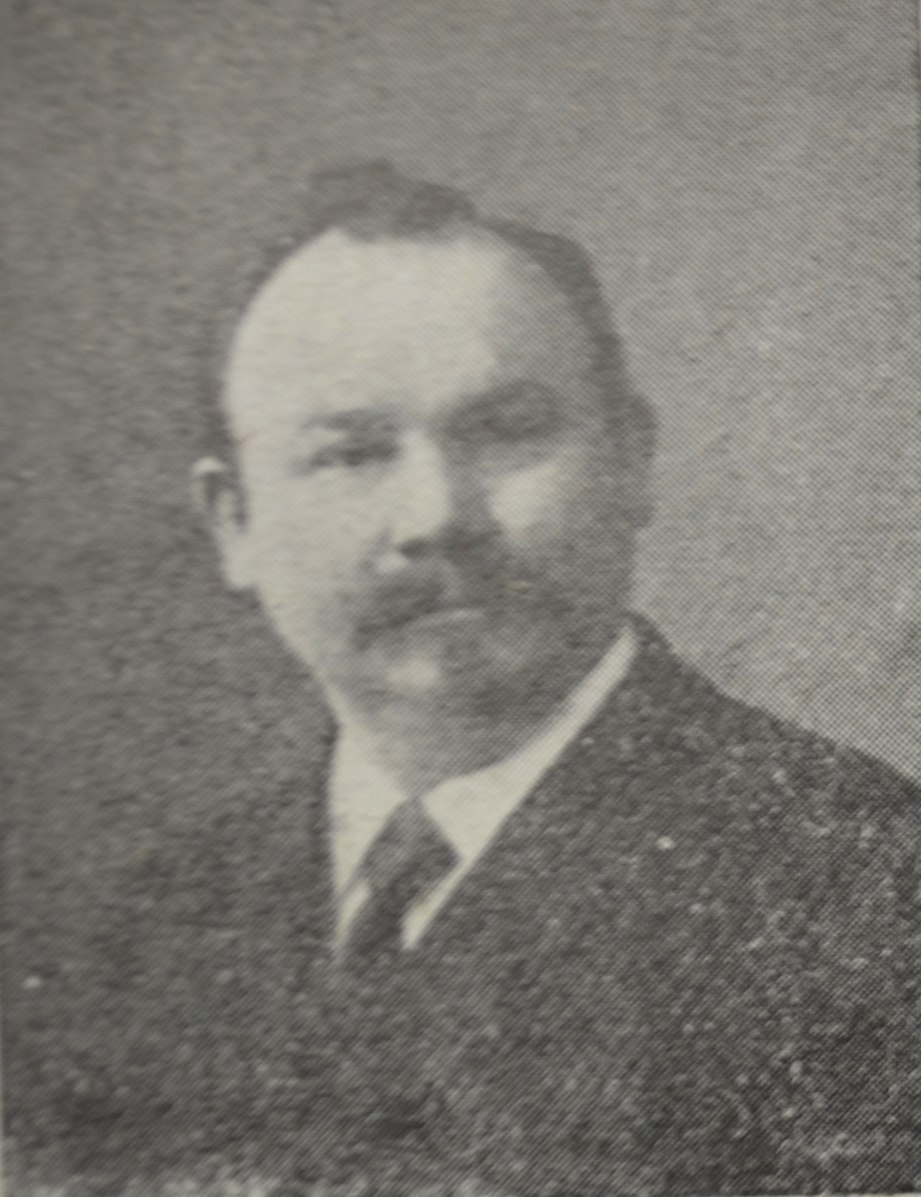
Georg Wolfer, 1911

Georg Wolfer (* 7. Dezember 1861 in Kandern; † nach 1918) war ein deutscher Politiker (SPD Elsaß-Lothringen).

## Leben und Wirken
Georg Wolfer, der protestantischer Konfession war, besuchte unter anderem die Volksschule, die Realschule in Basel und in Ebingen (Württemberg) und betrieb danach in Straßburg ein Hutgeschäft. 1903 und 1907 wurde er in den Gemeinderat gewählt. Er war Mitglied des Armenschiedsgerichtes und des Schiedsgerichtes für die Arbeiterversicherung.
Bei der ersten (und einzigen) Wahl zur Zweiten Kammer des Landtags des Reichslandes Elsaß-Lothringen trat er im Wahlkreis Straßburg IV als Kandidat der SPD an. Im Ersten Wahlgang wurden im Wahlkreis von den 5.339 Stimmberechtigten 4.127 Stimmen abgegeben. Auf Wolfer entfielen 1.424, auf den liberalen Kandidaten Dammron 1.232, auf den Zentrum-Kandidaten  Hurst 588, auf den unabhängigen, der Wirtschaftspartei nahestehenden Kandidaten Friedrich 448 und auf Dr. Hügel 370 Stimmen. Im zweiten Wahlgang trat Wolfer als einziger Kandidat an und erhielt 2.675 der 3.127 abgegebenen Stimmen. Georg Wolfer gehörte dem Landtag bis 1918 an.